# Wassim Rezgui
Pour les articles homonymes, voir Rezgui.
Wassim Rezgui, né le 28 avril 1986, est un footballeur tunisien évoluant au poste d'attaquant.

## Carrière
- avant 2010 : Club africain (Tunisie)
  - 2009-2010 : Al Ahly Benghazi SC (Libye), en prêt
- 2015 : BSV Schüren (Allemagne)
- 2015-2017 : Holzwickeder SC (Allemagne)
- 2017-2018 : BSV Schüren (Allemagne)
- depuis 2020 : Grombalia Sport (Tunisie)